# Reveal
Reveal è il dodicesimo album in studio del gruppo musicale statunitense degli R.E.M. uscito nel 2001.

## Il disco
La musica e i testi del disco sono stati scritti da tutti i componenti della band: Peter Buck, Mike Mills e Michael Stipe.
Il primo singolo estratto dall'album è Imitation of Life, seguito da All the Way to Reno e I'll Take the Rain.
La copertina del disco raffigura un campo, con un laghetto e alcune papere. All'interno del libretto ci sono i testi delle canzoni e le foto della copertina scomposte nei colori blu, giallo, rosso e bianco e nero, che, se sovrapposte, formano la foto in copertina.

## Tracce
Testi di Michael Stipe, musiche di Mike Mills, Peter Buck e Michael Stipe.
1. The Lifting – 4:39
2. I've Been High – 3:26
3. All the Way to Reno (You're Gonna Be a Star) – 4:44
4. She Just Wants to Be – 5:22
5. Disappear – 4:10
6. Saturn Return – 4:54
7. Beat a Drum – 4:20
8. Imitation of Life – 3:56
9. Summer Turns to High – 3:31
10. Chorus and the Ring – 4:31
11. I'll Take the Rain – 5:51
12. Beachball – 4:14

## Formazione
- Michael Stipe - voce
- Peter Buck - chitarre
- Mike Mills - basso, tastiera, cori

Musicisti Aggiuntivi
- Joey Waronker - batteria, percussioni
- Scott McCaughey - chitarre
- Ken Stringfellow - tastiere
- Jamie Candiloro - pianoforte, tastiere, chitarre, basso, organo Hammond, synth, batteria, cori
- John Keane - chitarre, slide guitar, pedal steel guitar, chitarra a 12 corde, basso, tastiere, cori
- Glen Brady - programmazione, cori
- Michael Healy, Pamela Forde, Sunniva Fitzpatrick, Eileen Murphy, Ruth Murphy, Sebastian Petiet, Elizabeth Leonard, Paul O'Hanlon, Jennifer Cassidy, Carol Quigley, Debbie Ellis, Nicola Cleary, Ruth Mann, Michelle Lalor, Elizabeth Dean, Cliona O'Driscoll, Marcus Miller, Peter Crooks, David James, Hillary O'Donovan, Annette Cleary - archi
- David Martin, Shaun Hooke, Eoin Daly, Fergal O' Ceallachain, David Carmody - corni
- David Agnew - legni

## Classifiche
| Classifica (2001) | Posizione massima |
| ----------------- | ----------------- |
| Australia         | 5                 |
| Austria           | 1                 |
| Belgio (Fiandre)  | 2                 |
| Belgio (Vallonia) | 5                 |
| Canada            | 4                 |
| Danimarca         | 2                 |
| Europa            | 1                 |
| Finlandia         | 3                 |
| Francia           | 4                 |
| Germania          | 1                 |
| Grecia            | 3                 |
| Irlanda           | 1                 |
| Italia            | 1                 |
| Norvegia          | 1                 |
| Nuova Zelanda     | 10                |
| Paesi Bassi       | 7                 |
| Polonia           | 5                 |
| Regno Unito       | 1                 |
| Spagna            | 3                 |
| Stati Uniti       | 6                 |
| Svezia            | 2                 |
| Svizzera          | 1                 |